# Acinodendron corallinum
Acinodendron corallinum là một loài thực vật có hoa trong họ Mua. Loài này được (Spring) Kuntze mô tả khoa học đầu tiên năm 1891.